# Saint-Bonnet-des-Quarts
Saint-Bonnet-des-Quarts település Franciaországban, Loire megyében. Lakosainak száma 338 fő (2022. január 1.). Saint-Bonnet-des-Quarts Arfeuilles, Saint-Nicolas-des-Biefs, Saint-Pierre-Laval, Ambierle, Changy, Le Crozet, Saint-Martin-d’Estréaux és Saint-Rirand községekkel határos.

## Népesség
A település népessége az elmúlt években az alábbi módon változott:
| Lakosok száma | 423  | 332  | 366  | 331  | 369  | 340  | 318  | 301  | 313  | 338  |
|               | 1968 | 1982 | 1990 | 2006 | 2013 | 2015 | 2017 | 2019 | 2020 | 2022 |